# Паметник на авиацията и военновъздушните сили
Паметникът на авиацията и военновъздушните сили се намира в София на площад „Авиационен“, между зала „Арена Армеец“ и военните общежития. Изграден е през лятото на 2012 г. Открит е на 16 октомври 2012 г. по повод 100-годишнината от извършването на първия боен полет на българската авиация от поручиците Радул Милков и Продан Таракчиев.
Паметникът е проектиран от архитект Ирина Крушкова. Състои се от 3 тела. Най-високото представлява стълб с постепенно намаляващо правоъгълно сечение. То е разположено в средата и е с максимална височина 10,60 m. Облицовано е със сив гранит. Върху него е поставена статуя на орел, символ на военновъздушните сили на България. Изработен е от 300 kg месинг. Дело е на скулптора Димитър Чонов. Двете странични тела наподобяват криле и са с хиперболична форма. Високи са 4,60 и 3 m. Те са облицовани с травертин. Паметникът се издига върху площадка, покрита с паваж, с размери 13 на 13 m. Пред паметника е изобразена фигура на самолетно витло с диаметър 2 m.